# Pere Taulé i Pedrol
Pere Taulé i Pedrol   (Barcelona, 28 de novembre de 1940) és un comerciant català de motocicletes jubilat i un antic pilot de trial. Durant les dècades del 1960 i del 1970 fou un dels principals competidors als Campionats de Catalunya i d'Espanya de trial. Des del seu establiment comercial, situat a l'Avinguda Diagonal, patrocinà i ajudà a descobrir un bon nombre de pilots catalans d'alt nivell.
El gener del 2023, la Federació Catalana de Motociclisme li concedí el premi Legends en reconeixement de la seva trajectòria motociclista.

## Trajectòria professional

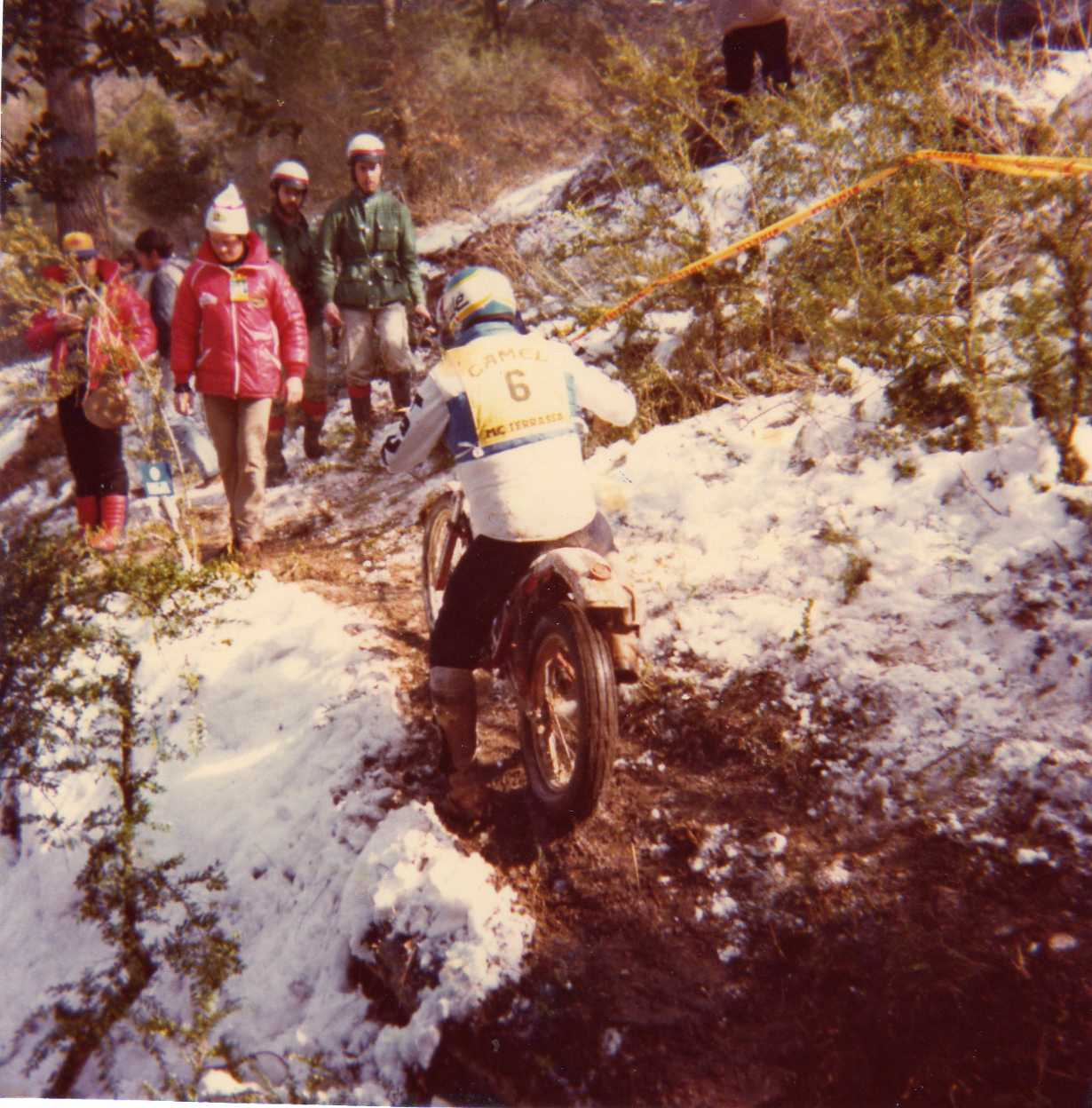
Manuel Soler amb el clàssic casc blanc, blau i groc de l'escuderia Taulé

El 1945, el seu pare, Joaquim Taulé i Bonells, va obrir un taller de reparació de ciclomotors i bicicletes al Passeig de Maragall de Barcelona, Ciclos Taulé. A partir de 1954, el taller es dedicà en exclusiva a les motocicletes i ciclomotors, centrat en diverses marques: Moto Guzzi, Lube, Rieju, Motobic, Ossita, Hispano Villiers i altres. Més tard, ja amb Pere Taulé a la direcció del negoci, el taller va representar les marques Derbi, Montesa, Mymsa, Ducson, Iso, Bultaco, OSSA i Lambretta.
El 1967, Pere Taulé guanyà el Campionat de Catalunya de trial amb una Sherpa T 250 de sèrie que li havia cedit Bultaco. A partir d'aleshores, esdevingué concessionari oficial de la marca i amplià el negoci amb un altre establiment situat a l'Avinguda Diagonal, Bultaco Diagonal Taulé. L'establiment dugué a terme una gran activitat esportiva durant anys, tot patrocinant nombrosos pilots de totes les especialitats, principalment de trial. Pilots de la talla de Manuel Soler i Bernie Schreiber van competir amb el suport de Taulé, però també joves que començaven a despuntar en velocitat, entre ells Sito Pons (guanyador de la Copa Bultaco Streaker el 1979) i Àlex Crivillé (guanyador del Critèrium Solo Moto el 1986).
El 1979, quan Bultaco entrà en crisi, Taulé reorientà el negoci com a concessionari oficial de Montesa i passà a competir amb aquesta marca, després d'haver-ho fet sempre amb Bultaco, en competicions de veterans. Fou aleshores quan, aprofitant el naixement del Trialsín a Catalunya, creà l'equip "Trialsín Taulé", el pilot principal del qual era Andreu Codina. Al costat d'Alexis Taulé i Curro Bultó, Codina va situar l'equip entre els principals a escala estatal i internacional. L'equip va entrar en decadència quan Andreu Codina es va passar al trial amb moto (patrocinat també per Taulé), el 1983.
Quan Montesa es fusionà amb Honda, el 1986, la botiga de Taulé esdevingué monomarca, dedicada en exclusiva a Honda com a concessionari oficial.

## Palmarès al Campionat d'Espanya de trial
Font:
| Any  | Motocicleta | Posició |
| ---- | ----------- | ------- |
| 1970 | Bultaco     | ?       |
| 1971 | Bultaco     | 6è      |
| 1972 | Bultaco     | 8è      |
| 1973 | Bultaco     | -       |
| 1974 | Bultaco     | 7è      |
| 1975 | Bultaco     | 14è     |